# 山豊
株式会社山豊（やまとよ）は、広島県広島市安佐南区伴東町に本社を置く漬物を主とした製造・販売を行っている食品メーカーである。

## 沿革
- 1962年（昭和37年）　設立

## 所在地
- 本社　広島県広島市安佐南区伴東町79-2
- 広島中央市場店　広島県広島市西区草津港1-8-1
- 直営店舗　5ヶ所
  - 長楽寺店　－　コロプラ加盟店
  - そごう広島店
  - 福屋広島駅前店
  - 天満屋緑井店
  - 福屋八丁堀店　－　2010年9月1日　OPEN